# Universitas Jenderal Soedirman
Universitas Jenderal Soedirman – indonezyjska uczelnia publiczna w mieście Purwokerto (prowincja Jawa Środkowa). Została założona w 1963 roku.

## Wydziały
- Fakultas Biologi
- Fakultas Ekonomi dan Bisnis
- Fakultas Hukum
- Fakultas Ilmu Budaya
- Fakultas Kedokteran
- Fakultas Perikanan dan Ilmu Kelautan
- Fakultas Pertanian
- Fakultas Peternakan
- Fakultas Ilmu Sosial & Ilmu Politik
- Fakultas Ilmu-ilmu Kesehatan
- Fakultas Matematika dan Ilmu Pengetahuan Alam

Źródło: